# ユナイテッド航空
ユナイテッド航空（ユナイテッドこうくう、英語: United Airlines）は、アメリカ合衆国イリノイ州シカゴに本拠を置く航空会社。

## 概要
2002年12月に経営破綻し、連邦倒産法第11章を申請したが、再建後の2010年10月にコンチネンタル航空と合併し、旅客キロベースで世界最大の航空会社となった。航空連合であるスターアライアンスの中心的存在で、1000機以上を保有し、世界373都市に就航している。

## 歴史

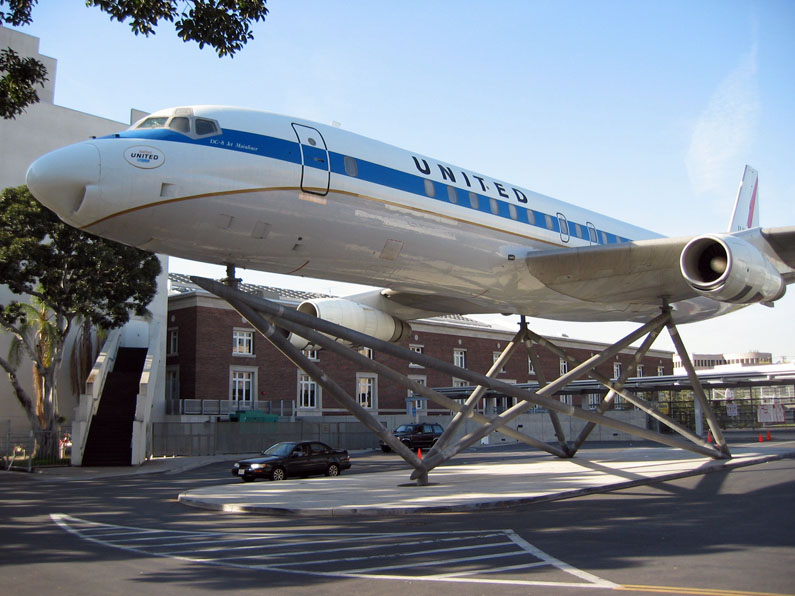
レイモンド・ローウィがデザインした4世代前の塗装のダグラス DC-8型機

### 設立
もともとはボーイング社の創始者であるウィリアム・ボーイングによって設立された「ボーイング・エアー・トランスポート」である。ボーイングは、航空関連企業数社の連合体として航空機の製造から運航までを手がける会社ユナイテッド・エアクラフト・アンド・トランスポートを設立し、ボーイング・エアーはその運航部門となった。しかし、1934年に独占禁止法（反トラスト法）によって分割され、航空機の製造部門はボーイング、エンジンなどの製造部門は現在のレイセオン・テクノロジーズ、運航部門はユナイテッド航空として改めて独立した。同時にユナイテッド航空は、ボーイング運航部門とともに「パシフィック・エア・トランスポート」、「ナショナル・エア・トランスポート」、そして、初めて有償旅客を乗せて米国横断便を運航した「ヴァーニー・エアラインズ」の経営を受託する形で発足している。

### 世界最大規模
第二次世界大戦前よりアメリカ国内線においてアメリカン航空と1、2を争う大きなシェアを持っており、ソビエト連邦国有のアエロフロート・ソ連航空を除くと「世界最大の航空会社」と言われていた（アメリカン航空、ユナイテッド航空、デルタ航空、イースタン航空が「ビッグ4」と呼ばれていた）。一方、国際線は1970年代のジミー・カーター政権による航空自由化直前までバンクーバーへの近距離国際線1路線しか運航していなかった。

### アメリカ同時多発テロ事件
2001年に発生した9.11同時多発テロでは、アメリカ国内線の175便と93便がハイジャックされてテロリズムに使われた。そのため、利用客が激減して経営が悪化し、連邦倒産法第11章の適用を受けたが、運航は継続した。その後、経営再建に成功し、連邦倒産法第11章の適用から外れた。

### コンチネンタル航空との合併

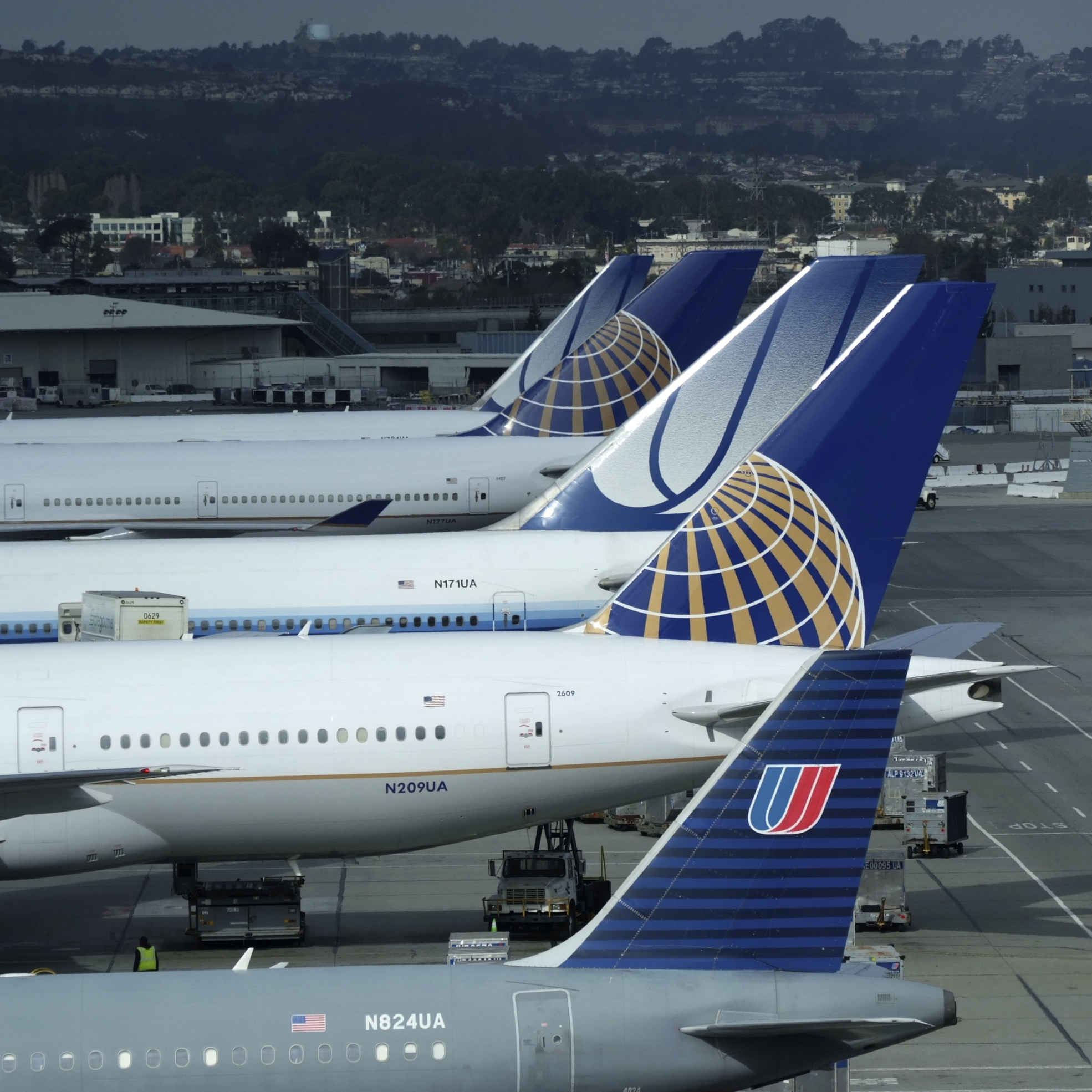
3代目塗装、4代目塗装、5代目塗装の機体が並ぶ様子

2008年6月にスカイチーム加盟のコンチネンタル航空との提携を発表。その後2010年5月2日にコンチネンタル航空と合併することを取締役会で決定した。アメリカ航空業界の寡占化が進むことから合併阻止の訴訟が起きたが、アメリカ合衆国司法省は8月27日に合併を承認した。10月1日、両社は持株会社ユナイテッド・コンチネンタル・ホールディングス（United Continental Holdings, Inc. NYSE: UAL） を設立して経営統合し、新会社のCEOにはコンチネンタル航空のジェフ・スマイゼックCEOが就任。米・デルタ航空に代わる世界最大の航空会社グループが誕生した。両社はあくまでも「対等合併（MERGER OF EQUALS）」であり、新会社名はユナイテッド航空となり本社がシカゴに置かれる一方、機体デザインやロゴマークにはコンチネンタル航空のものが採用された。これにより1974年より永らく親しまれたUAのシンボル「フライングU（同社職員は「チューリップ」と呼んでいた）」マークは姿を消すこととなった。経営統合より1年半の間、両社はそれぞれ独自の運航を継続していたが、2012年3月3日以降すべてユナイテッド航空の便名となった。

### 現在

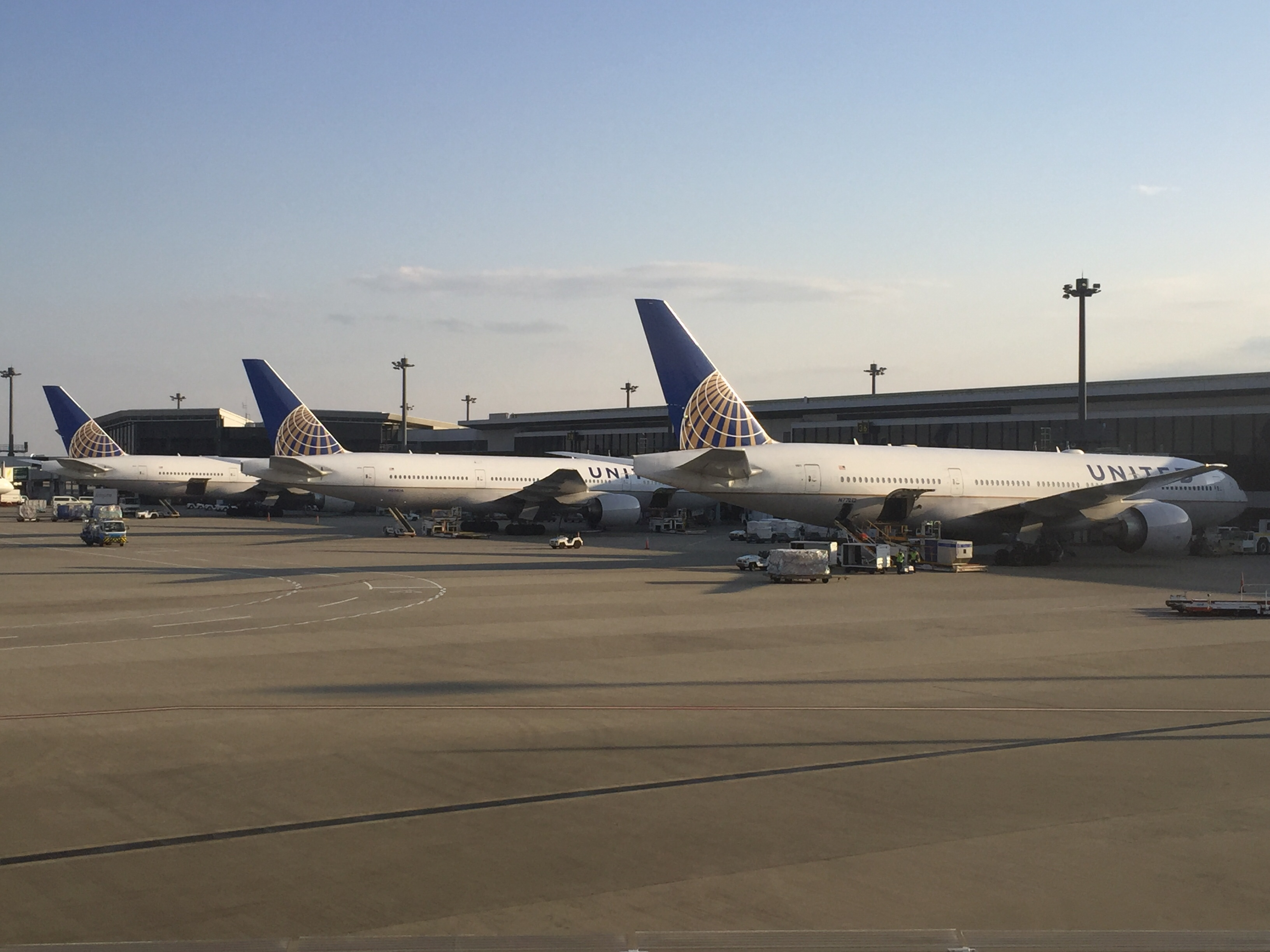
成田国際空港に並ぶユナイテッド航空機

- 2016年5月、超長距離路線のサンフランシスコ、ロサンゼルス-シンガポール線を開設した。

- 2015年、ニューヨーク/ジョン・F・ケネディ国際空港から撤退し、ニューヨークでの就航空港をニューアークに集約した[10]。
- 2016年から2017年にかけて、夏季限定で西安-サンフランシスコ間で直行便を運航していたが、搭乗率の低迷もあって撤退した[11]。
- 2018年、初のボーイング787-10を受領した。 全787シリーズ（-8/-9/-10）を運航する最初のオペレーターとなった[12]。
- 2019年4月、新機体デザインを発表した[13]。新デザインはユナイテッド航空を象徴とする3つの青(ラプソディブルー、ユナイテッドブルー、スカイブルー)を主体として、これまでの歴史を尊重するデザインであると発表した。
- 2021年12月、業界初となるSAFを100％使用した旅客便を運航を実施。

- 2021年初め、2015年に撤退していたニューヨーク/JFK空港に再就航したが、発着枠が少なかったこともあって、2022年10月に撤退した[14]。

- 2024年7月19日、世界各地の様々な業種でコンピューターシステムの障害が発生。ユナイテッド航空も通信システムに障害が発生したとして全便の運行を停止した[15]。

- 2024年10月27日、東京/成田-セブ線に就航した。7年ぶりに成田国際空港発着の以遠権路線を再開した[16]。その後も、成田空港のハブ機能を再強化し、ウランバートル、高雄、パラオなどに以遠権路線を拡大している。ただし、7年前の撤退時と違い、ボーイング737-800型機で以遠権路線を運航している。
- 2025年1月27日、新造のボーイング737MAX9(機体番号：N77584）を受領し、世界で初めて保有機数が1,000機に到達した[17]。
- 2025年5月1日、ロサンゼルス-北京/首都線を開設した。米系エアラインとしては約10年ぶりの中国路線の開設となった[18]。
- 2025年5月、アメリカの格安航空会社ジェットブルー航空との提携を発表した。また、2027年から、ユナイテッド航空が拠点とするニューヨーク/ニューアークと、ジェットブルーが拠点とするニューヨーク/JFKのスロットを交換することも発表し、これにより、一時撤退したJFK空港の発着枠を再獲得することになる。ユナイテッド航空のCEOはJFK空港からの撤退を失敗だと語り、再就航に意欲を見せていた[19][20]。

### 世界初
- 1927年 - 有料客を乗せてのアメリカ大陸を横断。
- 1930年 - 「フライトナース」の名称で、現在の看護師を客室乗務員として搭乗させた。
- 1982年 - ボーイング767を運航。
- 1995年 - ボーイング777を運航。
- 1997年 - 航空連合「スターアライアンス」を共同設立。

ほかにも、機内食工場の設立、フライトシミュレータでの訓練、eチケットの開発・技術提供などが挙げられる。

## 塗装の歴史
グローブ塗装に変わる際、従来のロゴマークの愛好家たちによる、｢チューリップを守れ（save the tulip）」という反対運動が起こった。

## 就航都市
| ユナイテッド航空 就航都市 （2018年現在） | ユナイテッド航空 就航都市 （2018年現在） | ユナイテッド航空 就航都市 （2018年現在）               | ユナイテッド航空 就航都市 （2018年現在） | ユナイテッド航空 就航都市 （2018年現在） |
| ---------------------------------------- | ---------------------------------------- | ------------------------------------------------------ | ---------------------------------------- | ---------------------------------------- |
| 国                                       | 都市                                     | 空港                                                   | 備考                                     |                                          |
| 北アメリカ                               |                                          |                                                        |                                          |                                          |
| アメリカ合衆国                           | シカゴ                                   | シカゴ・オヘア国際空港                                 | メインハブ空港                           |                                          |
| アメリカ合衆国                           | ヒューストン                             | ジョージ・ブッシュ・インターコンチネンタル空港         | ハブ空港                                 |                                          |
| アメリカ合衆国                           | ロサンゼルス                             | ロサンゼルス国際空港                                   | ハブ空港                                 |                                          |
| アメリカ合衆国                           | デンバー                                 | デンバー国際空港                                       | ハブ空港                                 |                                          |
| アメリカ合衆国                           | サンフランシスコ                         | サンフランシスコ国際空港                               | ハブ空港                                 |                                          |
| アメリカ合衆国                           | ニューヨーク                             | ニューアーク・リバティー国際空港                       | ハブ空港                                 |                                          |
| アメリカ合衆国                           | ニューヨーク                             | ジョン・F・ケネディ国際空港                            |                                          |                                          |
| アメリカ合衆国                           | ニューヨーク                             | ラガーディア空港                                       | 焦点空港                                 |                                          |
| アメリカ合衆国                           | ワシントンD.C.                           | ワシントン・ダレス国際空港                             | ハブ空港                                 |                                          |
| アメリカ合衆国                           | ワシントンD.C.                           | ロナルド・レーガン・ワシントン・ナショナル空港         |                                          |                                          |
| アメリカ合衆国                           | クリーブランド                           | クリーブランド・ホプキンス国際空港                     |                                          |                                          |
| アメリカ合衆国                           | ボストン                                 | ジェネラル・エドワード・ローレンス・ローガン国際空港   |                                          |                                          |
| アメリカ合衆国                           | フェアバンクス                           | フェアバンクス国際空港                                 | 季節便                                   |                                          |
| アメリカ合衆国                           | パームスプリングス                       | パームスプリングス国際空港                             | 季節便                                   |                                          |
| アメリカ合衆国                           | モントローズ                             | モントローズ・リージョナル空港                         | 季節便                                   |                                          |
| アメリカ合衆国                           | イーグル                                 | イーグル・カウンティ・リージョナル空港                 | 季節便                                   |                                          |
| アメリカ合衆国                           | ボーズマン                               | ギャラティン・フィールド空港                           | 季節便                                   |                                          |
| アメリカ合衆国                           | ラピッドシティ                           | ラピッドシティ・リージョナル空港                       | 季節便                                   |                                          |
| アメリカ合衆国                           | ジャクソンホール                         | ジャクソンホール空港                                   | 季節便                                   |                                          |
| アメリカ合衆国                           | アンカレッジ                             | テッド・スティーブンス・アンカレッジ国際空港           |                                          |                                          |
| アメリカ合衆国                           | フェニックス                             | フェニックス・スカイハーバー国際空港                   |                                          |                                          |
| アメリカ合衆国                           | ツーソン                                 | ツーソン国際空港                                       |                                          |                                          |
| アメリカ合衆国                           | オンタリオ                               | オンタリオ国際空港                                     |                                          |                                          |
| アメリカ合衆国                           | サクラメント                             | サクラメント国際空港                                   |                                          |                                          |
| アメリカ合衆国                           | サンディエゴ                             | サンディエゴ国際空港                                   |                                          |                                          |
| アメリカ合衆国                           | サンノゼ                                 | ノーマン・Y・ミネタ・サンノゼ国際空港                  |                                          |                                          |
| アメリカ合衆国                           | サンタアナ                               | ジョン・ウェイン空港                                   |                                          |                                          |
| アメリカ合衆国                           | ハートフォード                           | ブラッドレー国際空港                                   |                                          |                                          |
| アメリカ合衆国                           | フォートローダーデール                   | フォートローダーデール・ハリウッド国際空港             |                                          |                                          |
| アメリカ合衆国                           | フォートマイヤーズ                       | サウスウエスト・フロリダ国際空港                       |                                          |                                          |
| アメリカ合衆国                           | ジャクソンビル                           | ジャクソンビル国際空港                                 |                                          |                                          |
| アメリカ合衆国                           | マイアミ                                 | マイアミ国際空港                                       |                                          |                                          |
| アメリカ合衆国                           | オーランド                               | オーランド国際空港                                     |                                          |                                          |
| アメリカ合衆国                           | サラソータ                               | サラソータ・ブレイデントン国際空港                     |                                          |                                          |
| アメリカ合衆国                           | タンパ                                   | タンパ国際空港                                         |                                          |                                          |
| アメリカ合衆国                           | パームビーチ                             | パームビーチ国際空港                                   |                                          |                                          |
| アメリカ合衆国                           | アトランタ                               | ハーツフィールド・ジャクソン・アトランタ国際空港       |                                          |                                          |
| アメリカ合衆国                           | ボイシ                                   | ボイシ空港                                             |                                          |                                          |
| アメリカ合衆国                           | インディアナポリス                       | インディアナポリス国際空港                             |                                          |                                          |
| アメリカ合衆国                           | デモイン                                 | デモイン国際空港                                       |                                          |                                          |
| アメリカ合衆国                           | ウィチタ                                 | ウィチタ・ミッド・コンティエント空港                   |                                          |                                          |
| アメリカ合衆国                           | ニューオーリンズ                         | ルイ・アームストロング・ニューオーリンズ国際空港       |                                          |                                          |
| アメリカ合衆国                           | ボルチモア                               | ボルチモア・ワシントン国際空港                         |                                          |                                          |
| アメリカ合衆国                           | デトロイト                               | デトロイト・メトロポリタン・ウェイン・カウンティ空港   |                                          |                                          |
| アメリカ合衆国                           | グランドラピッズ                         | ジェラルド・R・フォード国際空港                        |                                          |                                          |
| アメリカ合衆国                           | ミネアポリス                             | ミネアポリス・セントポール国際空港                     |                                          |                                          |
| アメリカ合衆国                           | カンザスシティ                           | カンザスシティ国際空港                                 |                                          |                                          |
| アメリカ合衆国                           | セントルイス                             | ランバート・セントルイス国際空港                       |                                          |                                          |
| アメリカ合衆国                           | ビリングス                               | ビリングス・ローガン国際空港                           |                                          |                                          |
| アメリカ合衆国                           | オマハ                                   | エプリー・エアフィールド                               |                                          |                                          |
| アメリカ合衆国                           | ラスベガス                               | マッカラン国際空港                                     |                                          |                                          |
| アメリカ合衆国                           | リノ                                     | リノ・タホ国際空港                                     |                                          |                                          |
| アメリカ合衆国                           | アルバカーキ                             | アルバカーキ国際空港                                   |                                          |                                          |
| アメリカ合衆国                           | オールバニ                               | オールバニ国際空港                                     |                                          |                                          |
| アメリカ合衆国                           | バッファロー                             | バッファロー・ナイアガラ国際空港                       |                                          |                                          |
| アメリカ合衆国                           | ロチェスター                             | グレーター・ロチェスター国際空港                       |                                          |                                          |
| アメリカ合衆国                           | シャーロット                             | シャーロット・ダグラス国際空港                         |                                          |                                          |
| アメリカ合衆国                           | ローリー                                 | ローリー・ダーラム国際空港                             |                                          |                                          |
| アメリカ合衆国                           | シンシナティ                             | シンシナティ・ノーザンケンタッキー国際空港             |                                          |                                          |
| アメリカ合衆国                           | コロンバス                               | ポート・コロンバス国際空港                             |                                          |                                          |
| アメリカ合衆国                           | オクラホマシティ                         | ウィル・ロジャース・ワールド空港                       |                                          |                                          |
| アメリカ合衆国                           | タルサ                                   | タルサ国際空港                                         |                                          |                                          |
| アメリカ合衆国                           | ポートランド                             | ポートランド国際空港                                   |                                          |                                          |
| アメリカ合衆国                           | ハリスバーグ                             | ハリスバーグ国際空港                                   |                                          |                                          |
| アメリカ合衆国                           | フィラデルフィア                         | フィラデルフィア国際空港                               |                                          |                                          |
| アメリカ合衆国                           | ピッツバーグ                             | ピッツバーグ国際空港                                   |                                          |                                          |
| アメリカ合衆国                           | プロビデンス                             | T・F・グリーン空港                                     |                                          |                                          |
| アメリカ合衆国                           | スーフォールズ                           | スーフォールズ地域空港                                 |                                          |                                          |
| アメリカ合衆国                           | オースティン                             | オースティン・バーグストロム国際空港                   |                                          |                                          |
| アメリカ合衆国                           | ダラス                                   | ダラス・フォートワース国際空港                         |                                          |                                          |
| アメリカ合衆国                           | エルパソ                                 | エルパソ国際空港                                       |                                          |                                          |
| アメリカ合衆国                           | マッカレン                               | マッカレン・ミラー国際空港                             |                                          |                                          |
| アメリカ合衆国                           | サンアントニオ                           | サンアントニオ国際空港                                 |                                          |                                          |
| アメリカ合衆国                           | ソルトレイクシティ                       | ソルトレイクシティ国際空港                             |                                          |                                          |
| アメリカ合衆国                           | リッチモンド                             | リッチモンド国際空港                                   |                                          |                                          |
| アメリカ合衆国                           | シアトル                                 | シアトル・タコマ国際空港                               |                                          |                                          |
| アメリカ合衆国                           | スポケーン                               | スポケーン国際空港                                     |                                          |                                          |
| アメリカ合衆国                           | ホノルル                                 | ホノルル国際空港                                       | アイランドホッピング便起点               |                                          |
| アメリカ合衆国                           | カフルイ                                 | カフルイ空港                                           |                                          |                                          |
| アメリカ合衆国                           | コナ                                     | コナ国際空港                                           |                                          |                                          |
| アメリカ合衆国                           | ヒロ                                     | ヒロ国際空港                                           |                                          |                                          |
| アメリカ合衆国                           | リフエ                                   | リフエ空港                                             |                                          |                                          |
| グアム                                   | グアム                                   | グアム国際空港                                         | ハブ空港                                 |                                          |
| ヴァージン諸島                           | シャーロット・アマリー                   | シリル・E・キング空港                                  |                                          |                                          |
| プエルトリコ                             | サンフアン                               | ルイス・ムニョス・マリン国際空港                       |                                          |                                          |
| プエルトリコ                             | アグアディラ                             | ラファエル・エルナンデス空港                           |                                          |                                          |
| カナダ                                   | トロント                                 | トロント・ピアソン国際空港                             |                                          |                                          |
| カナダ                                   | カルガリー                               | カルガリー国際空港                                     |                                          |                                          |
| カナダ                                   | バンクーバー                             | バンクーバー国際空港                                   |                                          |                                          |
| カナダ                                   | エドモントン                             | エドモントン国際空港                                   |                                          |                                          |
| カナダ                                   | モントリオール                           | モントリオール・ピエール・エリオット・トルドー国際空港 |                                          |                                          |
| カナダ                                   | ケベック                                 | ケベック・ジャン・ルサージ国際空港                     |                                          |                                          |
| カナダ                                   | ウィニペグ                               | ウィニペグ国際空港                                     |                                          |                                          |
| カナダ                                   | オタワ                                   | オタワ・マクドナルド・カルティエ国際空港               |                                          |                                          |
| カナダ                                   | ハリファックス                           | ハリファックス・ロバート・L・スタンフィールド国際空港  |                                          |                                          |
| メキシコ                                 | メキシコシティ                           | メキシコ・シティ国際空港                               |                                          |                                          |
| メキシコ                                 | カンクン                                 | カンクン国際空港                                       |                                          |                                          |
| メキシコ                                 | レオン                                   | レオン・バヒオ国際空港                                 |                                          |                                          |
| メキシコ                                 | アカプルコ                               | ヘネラル・ファン・N・アルバレス国際空港                |                                          |                                          |
| メキシコ                                 | イスタパ                                 | イスタパ・ジワタネホ国際空港                           |                                          |                                          |
| メキシコ                                 | グアダラハラ                             | ドン・ミゲル・イダルゴ・イ・コスティージャ国際空港     |                                          |                                          |
| メキシコ                                 | プエルト・バジャルタ                     | グスタボ・ディアス・オルダス国際空港                   |                                          |                                          |
| メキシコ                                 | モンテレイ                               | ヘネラル・マリアーノ・エスコベード国際空港             |                                          |                                          |
| メキシコ                                 | マサトラン                               | ヘネラル・ラファエル・ブエルナ国際空港                 |                                          |                                          |
| メキシコ                                 | メリダ                                   | マヌエル・クレセンシオ・レホン国際空港                 |                                          |                                          |
| メキシコ                                 | サンホセ・デル・カボ                     | ロス・カボス国際空港                                   |                                          |                                          |
| メキシコ                                 | コスメル                                 | コスメル国際空港                                       |                                          |                                          |
| メキシコ                                 | チワワ                                   | ヘネラル・ロベルト・フィエロ・ヴィラロボス国際空港     |                                          |                                          |
| メキシコ                                 | タンピコ                                 | ヘネラル・フランシスコ・ハビエル・ミナ国際空港         |                                          |                                          |
| メキシコ                                 | オアハカ                                 | ソソコトラン空港                                       |                                          |                                          |
| メキシコ                                 | ビヤエルモサ                             | カルロス・ロビロサ・ペレス国際空港                     |                                          |                                          |
| メキシコ                                 | ウアトゥルコ                             | バイアス・デ・ワトゥルコ国際空港                       |                                          |                                          |
| メキシコ                                 | モレリア                                 | ヘネラル・フランシスコ J. ムヒカ国際空港               |                                          |                                          |
| メキシコ                                 | プエブラ                                 | エルマーノス・セルダン国際空港                         |                                          |                                          |
| メキシコ                                 | サン・ルイス・ポトシ                     | ポンシアーノ・アリアーガ国際空港                       |                                          |                                          |
| メキシコ                                 | マンサニヨ                               | プラヤ・デ・オロ国際空港                               |                                          |                                          |
| メキシコ                                 | グアナフアト                             | デル・バヒオ国際空港                                   |                                          |                                          |
| アンティグア・バーブーダ                 | アンティグア島                           | VCバード国際空港                                       |                                          |                                          |
| タークス・カイコス諸島                   | プロビデンシアレス島                     | プロビデンシアレス国際空港                             |                                          |                                          |
| ケイマン諸島                             | グランドケイマン島                       | オーウェン・ロバーツ国際空港                           |                                          |                                          |
| バハマ                                   | ナッソー                                 | リンデン・ピンドリング国際空港                         |                                          |                                          |
| キューバ                                 | ハバナ                                   | ホセ・マルティ国際空港                                 |                                          |                                          |
| バミューダ                               | バミューダ                               | L.F.ウェイド国際空港                                   |                                          |                                          |
| セントルシア                             | セントルシア                             | ヘウノラ国際空港                                       |                                          |                                          |
| ハイチ                                   | ポルトープランス                         | トゥーサン・ルーヴェルチュール国際空港                 |                                          |                                          |
| ドミニカ共和国                           | サントドミンゴ                           | ラス・アメリカス国際空港                               |                                          |                                          |
| ドミニカ共和国                           | プンタカナ                               | プンタカナ国際空港                                     |                                          |                                          |
| ドミニカ共和国                           | プエルト・プラタ                         | グレゴリオ・ルペロン国際空港                           |                                          |                                          |
| ジャマイカ                               | モンテゴ・ベイ                           | サングスター国際空港                                   |                                          |                                          |
| シント・マールテン                       | フィリップスブルフ                       | プリンセス・ジュリアナ国際空港                         |                                          |                                          |
| アルバ                                   | オラニエスタッド                         | ベアトリクス女王国際空港                               |                                          |                                          |
| ボネール島                               | ボネール島                               | フラミンゴ空港                                         |                                          |                                          |
| キュラソー島                             | ウィレムスタット                         | ハト国際空港                                           |                                          |                                          |
| トリニダード・トバゴ                     | ポート・オブ・スペイン                   | ピアルコ国際空港                                       |                                          |                                          |
| グアテマラ                               | グアテマラシティ                         | ラ・アウロラ国際空港                                   |                                          |                                          |
| ベリーズ                                 | ベリーズシティ                           | フィリップス・S・W・ゴールドソン国際空港               |                                          |                                          |
| エルサルバドル                           | サンサルバドル                           | エルサルバドル国際空港                                 |                                          |                                          |
| ホンジュラス                             | テグシガルパ                             | トンコンティン国際空港                                 |                                          |                                          |
| ホンジュラス                             | サン・ペドロ・スーラ                     | ラモン・ビジェダ・モラレス国際空港                     |                                          |                                          |
| ホンジュラス                             | ロアタン                                 | フアン・マヌエル・ガルベス国際空港                     |                                          |                                          |
| ニカラグア                               | マナグア                                 | アウグスト・セサル・サンディーノ国際空港               |                                          |                                          |
| コスタリカ                               | サンホセ                                 | フアン・サンタマリーア国際空港                         |                                          |                                          |
| コスタリカ                               | リベリア                                 | ダニエル・オドゥベール国際空港                         |                                          |                                          |
| パナマ                                   | パナマシティ                             | トキュメン国際空港                                     |                                          |                                          |
| 南アメリカ                               |                                          |                                                        |                                          |                                          |
| コロンビア                               | ボゴタ                                   | エルドラド国際空港                                     |                                          |                                          |
| ベネズエラ                               | カラカス                                 | シモン・ボリバル国際空港                               |                                          |                                          |
| エクアドル                               | キト                                     | マリスカル・スクレ国際空港                             |                                          |                                          |
| ペルー                                   | リマ                                     | ホルヘ・チャベス国際空港                               |                                          |                                          |
| ブラジル                                 | サンパウロ                               | サンパウロ・グアルーリョス国際空港                     | 焦点空港                                 |                                          |
| ブラジル                                 | リオデジャネイロ                         | アントニオ・カルロス・ジョビン国際空港                 |                                          |                                          |
| アルゼンチン                             | ブエノスアイレス                         | ミニストロ・ピスタリーニ国際空港                       |                                          |                                          |
| ヨーロッパ                               |                                          |                                                        |                                          |                                          |
| イギリス                                 | ロンドン                                 | ロンドン・ヒースロー空港                               | 焦点空港                                 |                                          |
| イギリス                                 | バーミンガム                             | バーミンガム国際空港                                   |                                          |                                          |
| イギリス                                 | マンチェスター                           | マンチェスター空港                                     |                                          |                                          |
| イギリス                                 | グラスゴー                               | グラスゴー国際空港                                     |                                          |                                          |
| イギリス                                 | エディンバラ                             | エディンバラ空港                                       |                                          |                                          |
| イギリス                                 | ベルファスト                             | ベルファスト国際空港                                   |                                          |                                          |
| フランス                                 | パリ                                     | シャルル・ド・ゴール国際空港                           |                                          |                                          |
| フランス                                 | ニース                                   | コート・ダジュール空港                                 | 季節便                                   |                                          |
| ドイツ                                   | ベルリン                                 | ベルリン・テーゲル空港                                 |                                          |                                          |
| ドイツ                                   | フランクフルト                           | フランクフルト空港                                     | 焦点空港                                 |                                          |
| ドイツ                                   | ミュンヘン                               | ミュンヘン国際空港                                     |                                          |                                          |
| ドイツ                                   | ハンブルク                               | ハンブルク国際空港                                     |                                          |                                          |
| ドイツ                                   | シュトゥットガルト                       | シュトゥットガルト空港                                 |                                          |                                          |
| イタリア                                 | ローマ                                   | レオナルド・ダ・ヴィンチ＝フィウミチーノ空港           |                                          |                                          |
| イタリア                                 | ミラノ                                   | ミラノ・マルペンサ国際空港                             |                                          |                                          |
| イタリア                                 | ナポリ                                   | ナポリ・カポディキーノ国際空港                         | 季節便                                   |                                          |
| イタリア                                 | パレルモ                                 | ファルコーネ・ボルセリーノ国際空港                     | 季節便                                   |                                          |
| オランダ                                 | アムステルダム                           | アムステルダム・スキポール空港                         |                                          |                                          |
| ベルギー                                 | ブリュッセル                             | ブリュッセル空港                                       |                                          |                                          |
| スイス                                   | チューリッヒ                             | チューリッヒ空港                                       |                                          |                                          |
| スイス                                   | ジュネーヴ                               | ジュネーヴ・コアントラン国際空港                       |                                          |                                          |
| ポルトガル                               | リスボン                                 | リスボン・ポルテラ空港                                 |                                          |                                          |
| ポルトガル                               | ポルト                                   | フランシスコ・デ・サ・カルネイロ空港                   | 季節便                                   |                                          |
| スペイン                                 | マドリード                               | アドルフォ・スアレス・マドリード＝バラハス空港         |                                          |                                          |
| スペイン                                 | バルセロナ                               | バルセロナ・エル・プラット国際空港                     |                                          |                                          |
| アイスランド                             | レイキャヴィーク                         | ケプラヴィーク国際空港                                 | 季節便                                   |                                          |
| アイルランド                             | ダブリン                                 | ダブリン空港                                           |                                          |                                          |
| アイルランド                             | シャノン                                 | シャノン空港                                           |                                          |                                          |
| ノルウェー                               | オスロ                                   | オスロ空港                                             |                                          |                                          |
| スウェーデン                             | ストックホルム                           | ストックホルム・アーランダ空港                         |                                          |                                          |
| ギリシャ                                 | アテネ                                   | アテネ国際空港                                         |                                          |                                          |
| アフリカ                                 |                                          |                                                        |                                          |                                          |
| 南アフリカ共和国                         | ケープタウン                             | ケープタウン国際空港                                   |                                          |                                          |
| コートジボワール                         | アビジャン                               | フェリックス・ウフェ＝ボワニ国際空港                   |                                          |                                          |
| オセアニア                               |                                          |                                                        |                                          |                                          |
| マーシャル諸島                           | マジュロ                                 | マジュロ国際空港                                       |                                          |                                          |
| マーシャル諸島                           | クェゼリン島                             | バックホルツ陸軍飛行場                                 |                                          |                                          |
| ミクロネシア連邦                         | ヤップ島                                 | ヤップ国際空港                                         |                                          |                                          |
| ミクロネシア連邦                         | チューク諸島                             | チューク国際空港                                       |                                          |                                          |
| ミクロネシア連邦                         | ポンペイ島                               | ポンペイ国際空港                                       |                                          |                                          |
| ミクロネシア連邦                         | コスラエ島                               | コスラエ国際空港                                       |                                          |                                          |
| パラオ                                   | コロール                                 | パラオ国際空港                                         | 東京/成田線就航予定                      |                                          |
| オーストラリア                           | シドニー                                 | シドニー国際空港                                       |                                          |                                          |
| オーストラリア                           | メルボルン                               | メルボルン空港                                         |                                          |                                          |
| ニュージーランド                         | オークランド                             | オークランド国際空港                                   | [ 26 ]                                   |                                          |
| タヒチ                                   | パペーテ                                 | ファアア国際空港                                       |                                          |                                          |
| アジア                                   |                                          |                                                        |                                          |                                          |
| 日本                                     | 東京                                     | 東京国際空港                                           | 焦点空港                                 |                                          |
| 日本                                     | 東京                                     | 成田国際空港                                           | 焦点空港                                 |                                          |
| 日本                                     | 大阪                                     | 関西国際空港                                           |                                          |                                          |
| 日本                                     | 名古屋                                   | 中部国際空港                                           |                                          |                                          |
| 韓国                                     | ソウル                                   | 仁川国際空港                                           |                                          |                                          |
| 中国                                     | 北京                                     | 北京首都国際空港                                       |                                          |                                          |
| 中国                                     | 上海                                     | 上海浦東国際空港                                       |                                          |                                          |
| 中国                                     | 成都                                     | 成都双流国際空港                                       |                                          |                                          |
| 香港                                     | 香港                                     | 香港国際空港                                           | 焦点空港                                 |                                          |
| 台湾                                     | 台北                                     | 台湾桃園国際空港                                       |                                          |                                          |
| 台湾                                     | 高雄                                     | 高雄国際空港                                           | 東京/成田線                              |                                          |
| フィリピン                               | マニラ                                   | ニノイ・アキノ国際空港                                 |                                          |                                          |
| フィリピン                               | セブ                                     | マクタン国際空港                                       | 東京/成田線                              |                                          |
| シンガポール                             | シンガポール                             | シンガポール・チャンギ国際空港                         |                                          |                                          |
| タイ                                     | バンコク                                 | スワンナプーム空港                                     | 2025年10月26日より就航予定、香港経由     |                                          |
| ベトナム                                 | ホーチミン                               | タンソンニャット国際空港                               | 2025年10月26日より就航予定、香港経由     |                                          |
| モンゴル                                 | ウランバートル                           | チンギスハーン国際空港                                 | 東京/成田線                              |                                          |
| インド                                   | デリー                                   | インディラ・ガンディー国際空港                         |                                          |                                          |
| イスラエル                               | テルアビブ                               | ベン・グリオン国際空港                                 |                                          |                                          |

### 広大な路線網
アメリカ国内線や隣国のメキシコ、カナダをはじめ、日本や韓国、中国、シンガポール、ブラジル、ヨーロッパ、オーストラリアなどに多数の国際線を運航しており、現在69カ国108空港へ乗り入れている。また、スターアライアンス加盟航空会社を中心とした他社とのコードシェア便も多数運航している。

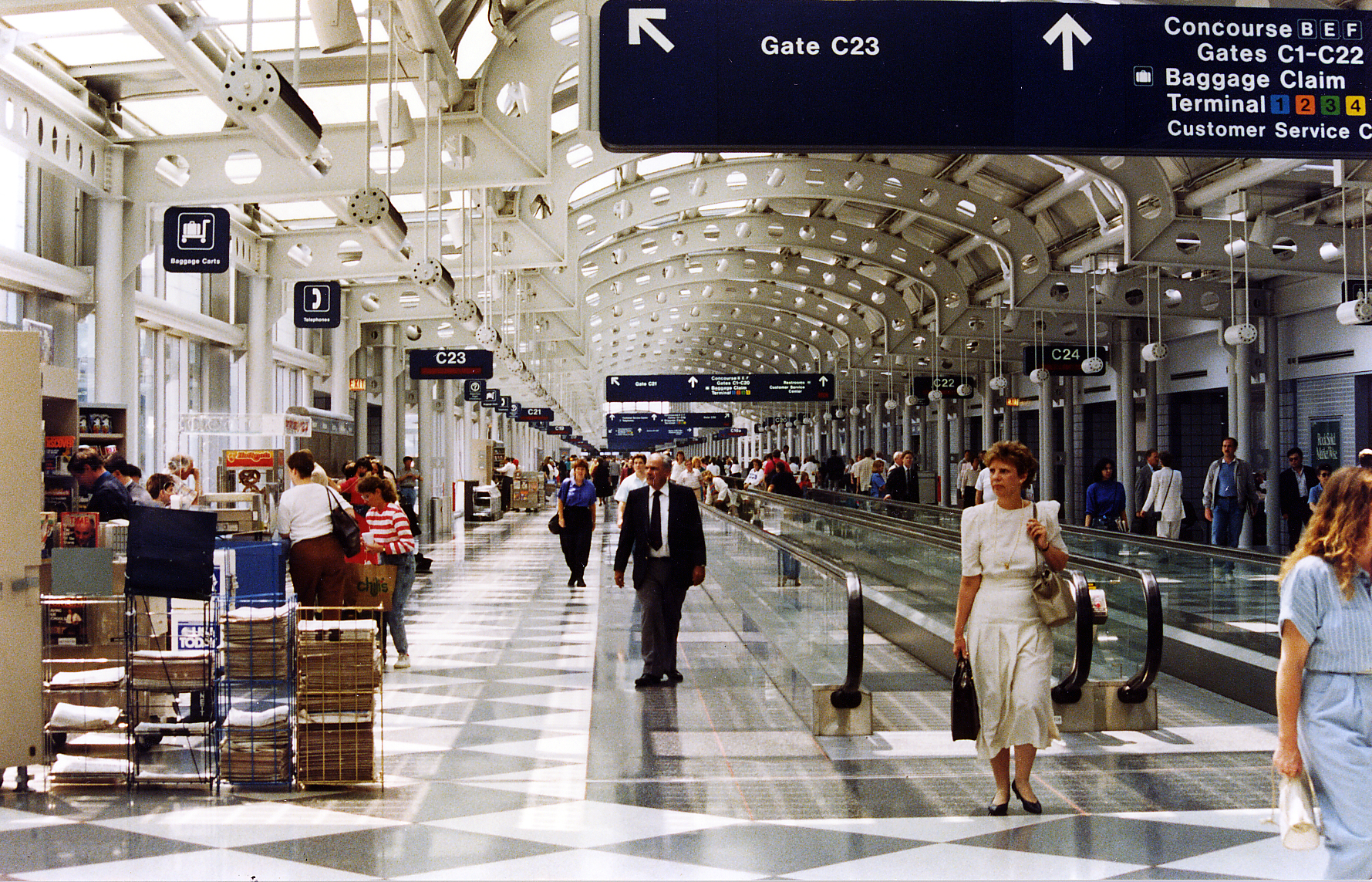
シカゴ・オヘア国際空港のユナイテッド航空専用ターミナル

## 機内サービス
スターバックスのコーヒーがユナイテッド航空の全路線・全クラスで提供されていたが、現在は「Freshbrew Journeys Coffee」に変更された。また、太平洋線のうちシカゴ以東と日本を結ぶ路線では「きつねらーめん」（2007年ごろまでは「きつねらあーめん」〔ママ〕）というカップラーメン（東洋水産製）が軽食として提供されていたが、こちらも提供が終了している。
2008年8月1日から、国際線の太平洋線およびアジア内路線のエコノミークラスにおけるアルコール飲料が有料になった。1杯6米ドルで、日本円、香港ドル、人民元、オーストラリアドルでの支払いも可能。一部クレジットカードでの支払いも可能。国内線のエコノミークラスの機内食はすでに有料であり、2009年3月23日からはクレジットカードまたはアメリカで通用するデビットカードのみの支払いとなる。
2009年8月1日から、国際線の太平洋線およびアジア内路線のエコノミークラスにおけるアルコール飲料が再び無料となった。
2012年10月1日から、国際線の太平洋路線およびアジア・ミクロネシア域内のエコノミークラスではビールとワイン以外のアルコール飲料が再度有料化された。2016年より、イリーのコーヒーが無償で提供されることになっている。また、日本発着の太平洋路線に限り日本酒は無料提供が継続されている。
2016年12月1日から、ビジネスクラスの新シート「ユナイテッド・ポラリス」が導入された。おもな特徴は、サックス・フィフス・アベニューと提携して開発した高級寝具、有名シェフの故チャーリー・トロッターに賛同する人々からなるトロッタープロジェクトのシェフと提携したビジネスクラスミールの提供などである。

### 機内誌「Hemispheres」
毎月発行され、ユナイテッド航空の全路線、全便に搭載している。2012年に買収を完了したコンチネンタル航空の機内誌『Continental』も『Hemispheres』に統合された。

### 座席の特徴

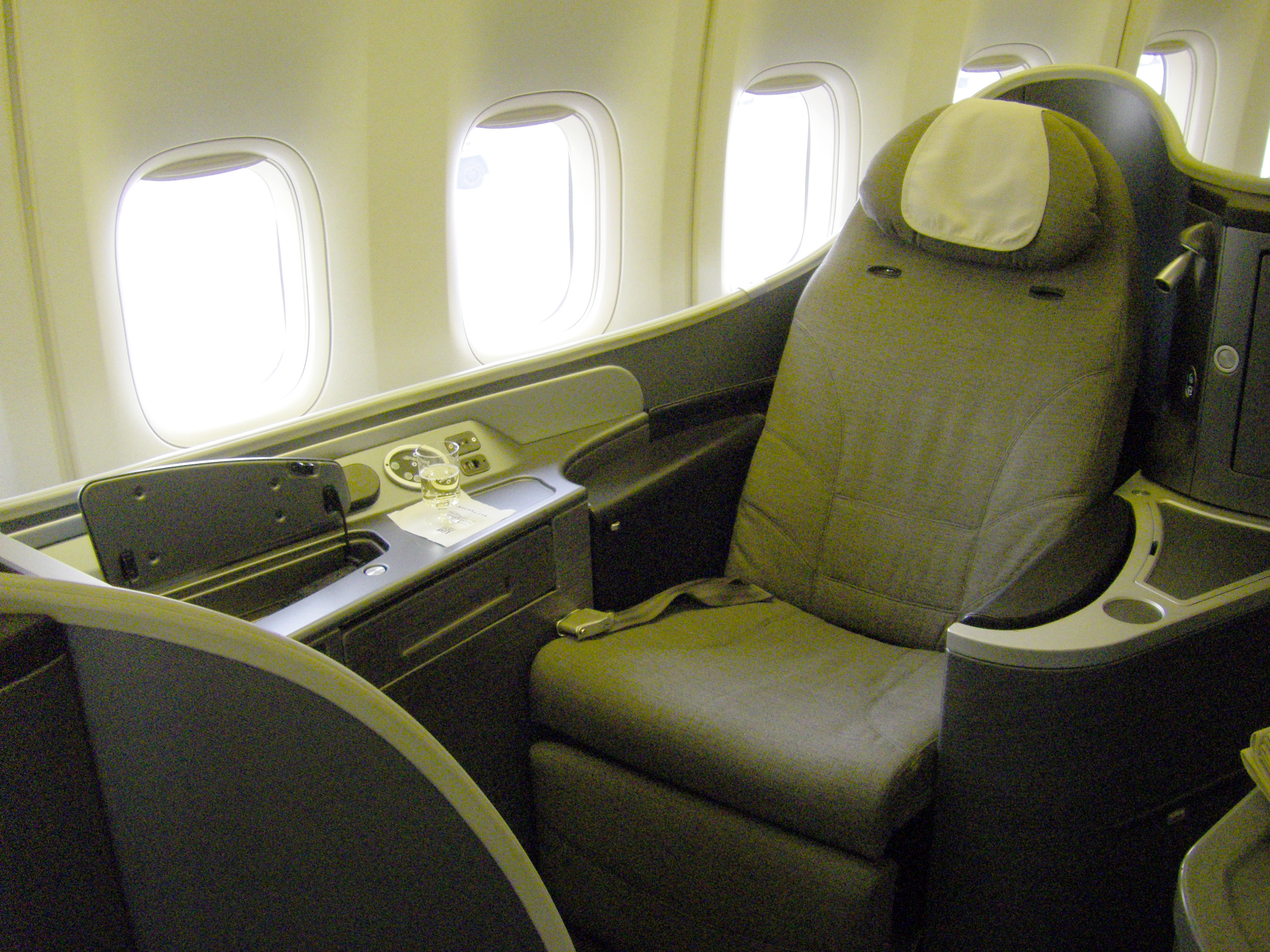
ボーイング747のグローバルファーストの席

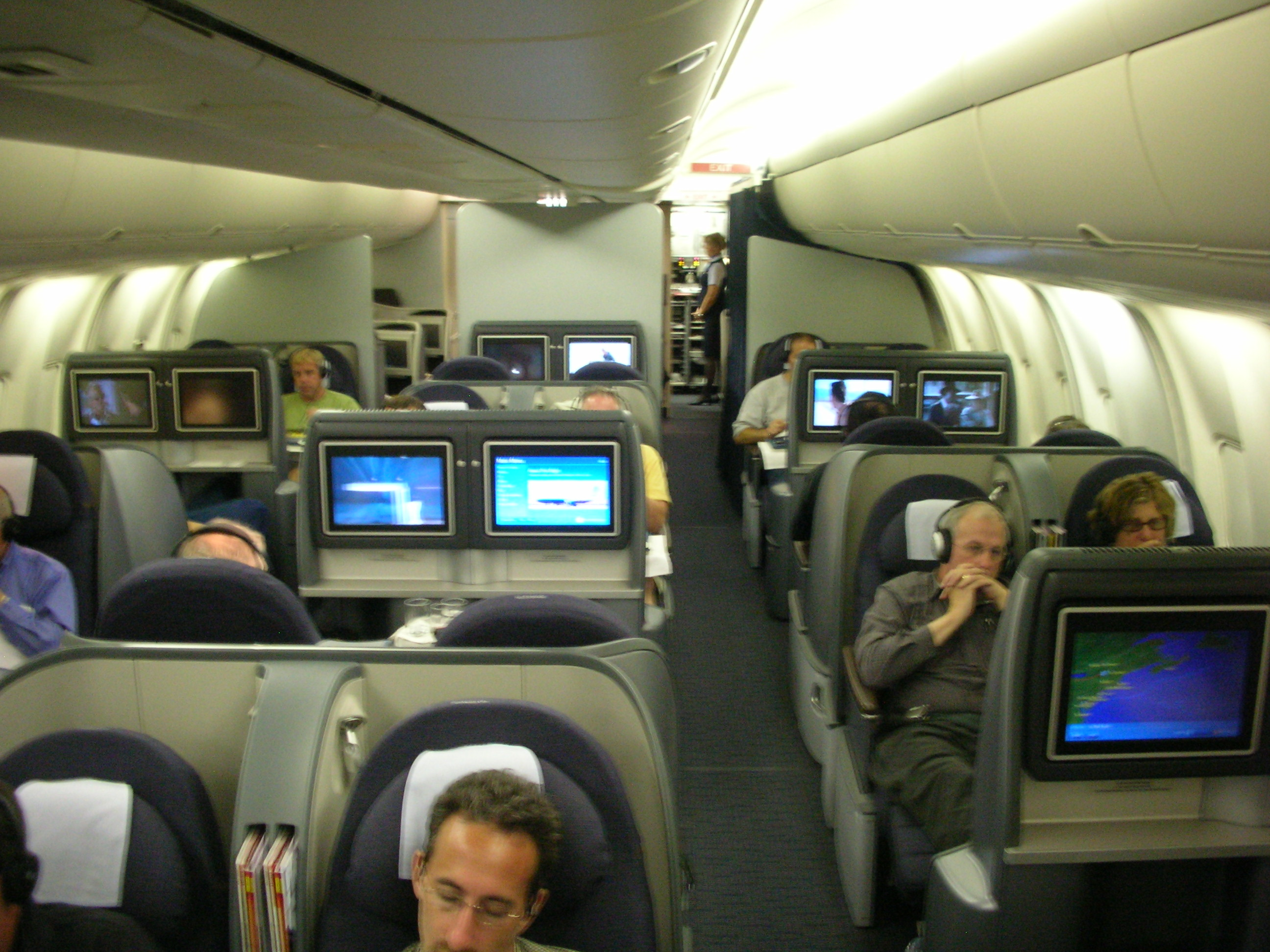
前後に向き合った席の仕様（ボーイング767-300の例）

ユナイテッド・ポラリス
2016年12月1日に導入された、従来のユナイテッドグローバルファーストやビジネスファーストに変わる、新仕様のビジネスクラスシート。国際線用機材ボーイング777-300ERに搭載され、今後はボーイング787-10、エアバスA350-1000などの機材に搭載する予定となっている。座席は1-2-1配列で、どの座席からも直接通路へ出られる座席配置になっている。また中央2席の間には、電動式のプライバシーディバイダーが設けられている。ユナイテッドグローバルファーストやビジネスファーストと同じフルフラット対応シートで、フルフラット状態の全長は198センチ。
ユナイテッド・グローバルファースト（ファーストクラス）
ファーストクラスシートで、ビジネスクラスを除いた3クラス制のボーイング777-200、ボーイング767-400ERに搭載されている。フルフラット対応で、席は6.5フィート（2メートル）の長さになる。座席にはビデオオンデマンド機能を備えた液晶個人モニターが設置されているほか、ヘッドレストや大きなテーブル、iPod用コンセント、120ボルトの電源プラグやアメニティが備えられている。
ビジネスファースト（ビジネスクラス）
ビジネスクラスシートで、広々としたレッグルームと大きな革製のシートが特徴。座席は、180度水平になるフラットベッドシートになっている。グローバルファーストと同じように、優先搭乗、優先保安検査、ユナイテッド航空のラウンジ（もしくはスターアライアンスのラウンジ）を利用することが可能である。
ユナイテッド・エコノミープラス（プレミアムエコノミークラス）
ユナイテッド・エクスプレスが運航する機材では機内前方に設定されている。ユナイテッド・エコノミーよりも3-5インチほど席幅が広く設定されている。
ユナイテッド・エコノミー（エコノミークラス）
席幅は31センチ。2 - 5インチ席を倒すこともできる。ボーイング777とボーイング787には個人用パーソナルモニターが設置されている。

### 機種ごとの座席構成
各機種の座席構成は大まかに分けて、次のように分類される。
- B757-200、B767-300ER、B777-200ERの一部 - ユナイテッド・グローバルファースト、ユナイテッド・ビジネスファースト、ユナイテッド・エコノミープラス、ユナイテッド・エコノミーの4クラス
- B757、B767（-300ERの一部と-400ER全機）、B777-200の一部、B787 - ユナイテッド・ビジネスファースト、ユナイテッド・エコノミープラス、ユナイテッド・エコノミーの3クラス
- A319、A320、B737の一部 - United First、ユナイテッド・エコノミープラス、ユナイテッド・エコノミーの3クラス
- B737の一部とユナイテッドエキスプレス使用機の一部 - United First、ユナイテッド・エコノミーの2クラス
- Q300を含むユナイテッドエキスプレス使用機の一部 - ユナイテッド・エコノミー

## 系列および提携会社

### ユナイテッド・エクスプレス

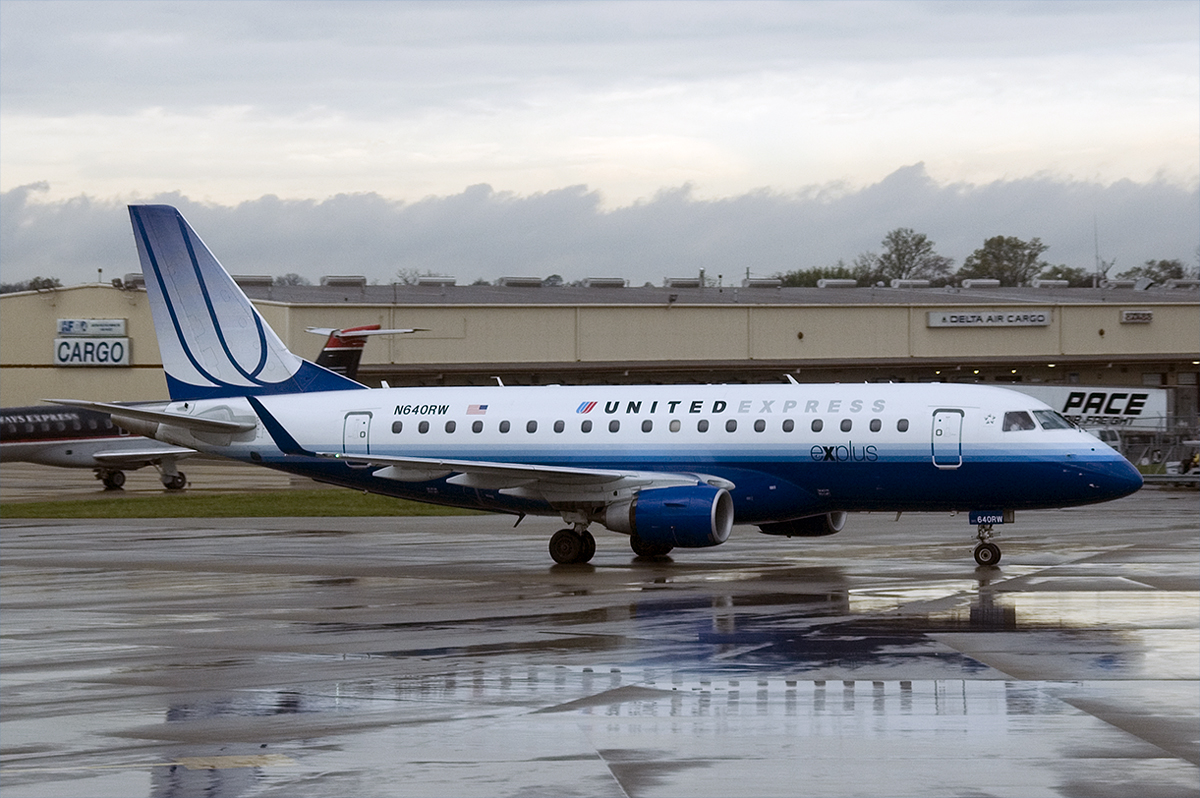
ユナイテッドエキスプレスのエンブラエル170型機

ユナイテッド航空のアメリカ国内における多くの地域（コミューター）路線の運航は、「ユナイテッド・エクスプレス」ブランドで行っている。
ユナイテッド・エキスプレスは、ユナイテッド航空のハブ空港とアメリカおよびカナダの小さな都市との間で、比較的小規模なコミューター航空会社がユナイテッド航空との契約の元自社機にユナイテッド航空の塗装を施し、ユナイテッド航空の便名を使って運航しているものである。なお、機材だけでなく操縦士や客室乗務員などもコミューター会社が提供している。
ユナイテッド航空本体と同じくスターアライアンスの各種サービスを受けることができる。

### Ted

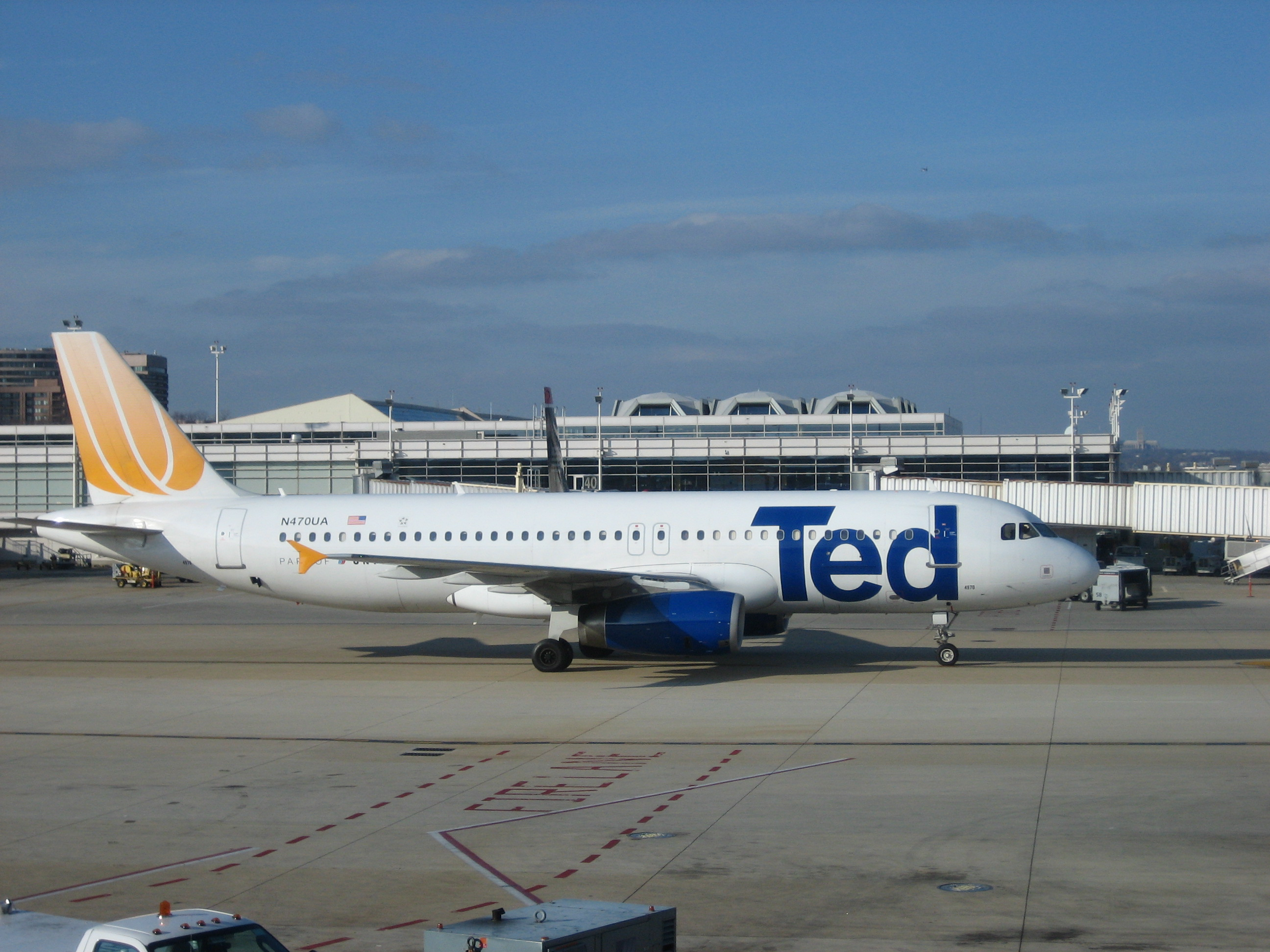
TedのエアバスA320型機

かつて、ラスベガスやメキシコのカンクンなど、レジャー路線向けの格安航空会社ブランドとしてTed（テッド）があったが、2009年運航終了。名前の由来は、「United」の最後の3文字から取ったものである。

## 日本との関係

### 日本への運航便
アメリカ本土の各地から東京/羽田、東京/成田、大阪/関西に直行便を飛ばしているほか、グアム、サイパンから日本各地にボーイング737-800を使用して就航している。さらに、そのボーイング737-800を使用して、東京/成田発着のアジアへの以遠権路線を拡大している。
| 便名       | 路線      | 路線             | 機材                | 備考           |
| ---------- | --------- | ---------------- | ------------------- | -------------- |
| UA130/131  | 東京/羽田 | ニューアーク     | ボーイング777-200ER |                |
| UA803/804  | 東京/羽田 | ダレス           | ボーイング777-200ER |                |
| UA875/876  | 東京/羽田 | サンフランシスコ | ボーイング777-200ER |                |
| UA881/882  | 東京/羽田 | シカゴ           | ボーイング787-10    |                |
| UA38/39    | 東京/羽田 | ロサンゼルス     | ボーイング787-10    |                |
| UA78/79    | 東京/成田 | ニューアーク     | ボーイング787-9     |                |
| UA6/7      | 東京/成田 | ヒューストン     | ボーイング787-9     |                |
| UA32/33    | 東京/成田 | ロサンゼルス     | ボーイング787-9     |                |
| UA142/143  | 東京/成田 | デンバー         | ボーイング787-9     |                |
| UA837/838  | 東京/成田 | サンフランシスコ | ボーイング777-200ER |                |
| UA34/35    | 大阪/関西 | サンフランシスコ | ボーイング777-200ER |                |
| UA848/849  | 東京/羽田 | グアム           | ボーイング737-800   |                |
| UA827/873  | 東京/成田 | グアム           | ボーイング737-800   |                |
| UA865/864  | 東京/成田 | グアム           | ボーイング737-800   |                |
| UA197/196  | 東京/成田 | グアム           | ボーイング737-800   |                |
| UA841/840  | 東京/成田 | グアム           | ボーイング737-800   |                |
| UA150/151  | 大阪/関西 | グアム           | ボーイング737-800   |                |
| UA136/137  | 中部      | グアム           | ボーイング737-800   |                |
| UA824/825  | 東京/成田 | サイパン         | ボーイング737-800   |                |
| 以遠権路線 |           |                  |                     |                |
| UA32/33    | 東京/成田 | セブ             | ボーイング737-800   |                |
| UA7/6      | 東京/成田 | ウランバートル   | ボーイング737-800   |                |
| UA837/838  | 東京/成田 | 高雄             | ボーイング737-800   |                |
| UA143/142  | 東京/成田 | パラオ           | ボーイング737-800   | 2025年10月就航 |

### 日本路線の歴史
- 1983年4月3日に東京/成田-シアトル-シカゴ線を就航し、日本への乗り入れを開始した（東京/成田に乗り入れる米系航空会社としては、パンアメリカン航空、ノースウエスト航空に次ぐ3社目）[30]。
- 1985年、経営難に陥っていたパンアメリカン航空の太平洋路線を7億5000万ドルで買収し、同時に日本発の無制限以遠権を獲得したため、日米路線の増発や日本経由アジア各地への以遠権路線を拡大した。
- 2017年の東京/成田〜ソウル/仁川線の運休によって日本からの以遠権路線が完全に消滅した。航空機の性能向上によるアメリカ〜アジア間の直行便化、アライアンスや共同事業(JV)の多角化により、日本からの以遠権路線は縮小が続いていた。
- 2017年6月14日の東京/成田発サンフランシスコ行きUA838便をもって、ボーイング747-400の日本路線への投入が終了した。翌15日からは新仕様のビジネスクラス「ユナイテッド・ポラリス」を装着したボーイング777-300ERを東京/成田-サンフランシスコ線に投入した。
- 2018年1月16日より、新千歳-グアム線を運休[31]。
- 2020年夏ダイヤから、成田-シカゴ・ワシントン線を羽田へ移管することを正式発表したが、コロナウイルス感染拡大により運休状態になった[32]。
- 2020年6月5日より、東京/成田-ニューアーク線を再開[33]。
- 2020年7月6日、東京/羽田-シカゴ線を再開したが、2020年10月1日の羽田発をもって一時運休[34]。
- 2021年4月1日より東京/成田-ロサンゼルス線の運航を再開[35]。
- 2021年5月9日、東京/羽田-シカゴ線を再開。
- 2021年12月16日より、東京/成田-ヒューストン線の運航を再開[36]。
- 2022年8月より、名古屋/中部・福岡-グアム線の運航を再開[37]。

- 2022年9月1日に東京/成田-サイパン線に就航[38]。
- 2023年1月5日、東京/羽田-ニューアーク線に就航し、また、大阪/関西-サンフランシスコ線の運航を再開した[39]。
- 2023年3月4日、東京/成田-デンバー線の運航を再開[40]。
- 2023年3月25日、東京/羽田-ロサンゼルス、ワシントン線を開設。あわせて、東京/成田-ロサンゼルス線を運休した[41]。
- 2023年10月28日より、東京/成田-ロサンゼルス線の運航を再開した。ボーイング787-10を投入している[41]。
- デルタ航空が返還した羽田空港発着枠に対して、ヒューストン線の開設を申請し、アメリカン航空の申請したニューヨーク/JFK線との競争となった。アメリカン航空は、羽田空港発着枠の配分においてANAやユナイテッド航空に傾斜配分されてきた過去や、ヒューストン線が成田からの移管であり、提供座席数の増加にならないとしてユナイテッド航空を批判し、さらに日本航空もアメリカン航空への配分を進言するなど、激しく争われた。最終的にアメリカン航空のニューヨーク/JFK線が選定され、ヒューストン線は引き続き成田発着で運航されている[42][43][44][45]。

- 2024年5月1日より、ボーイング737-800で東京/羽田-グアム線を開設した。ハワイアン航空が返上した羽田空港発着枠を使用している[46]。
- 短期間の間で、タイヤ脱落やエンジン不具合、操縦ミスで草地に入るなど、トラブルが続いたため、FAAから新路線開設延期の制裁を受けることとなり、2024年7月に開設予定だった東京/成田～セブ線の開設を10月に延期した[47][48]。
- 2024年10月26日の運航をもって、福岡-グアム線を運休。
- 2024年10月27日に東京/成田-セブ線を開設した。7年ぶりの以遠権路線復活となったが、ただし、昔のような太平洋路線で使われる機体ではなく、グアム線やサイパン線で運用されている166席仕様のボーイング737-800型機を使用している。
- 2025年5月1日、以遠権路線の東京/成田-ウランバートル線に就航。
- 2025年7月11日、以遠権路線の東京/成田-高雄線を開設[49]。
- 2025年10月29日には、以遠権路線の東京/成田-パラオ線の開設も予定している[50]。

## マイレージ
日本国内ではJCB、UCカード、クレディセゾンがそれぞれ提携クレジットカードを発行している。学生カードも各社で発行（在学中年会費無料）されている。

### マイレージプラス
ユナイテッド航空が行っているFFP「マイレージ・プラス」にはユナイテッド航空、Ted、ユナイテッド・エキスプレスのほかに、スターアライアンス加盟航空会社でのマイル加算ができるマイレージプログラムである。
ユナイテッド航空のサイト内にある「マイレージプラスモール」から、提携先のショッピングサイトに飛ぶとその時点で買い物した金額によってマイルが加算される（参考）（同様のシステムはノースウエスト航空でも行われている）。ほかにもホテル、レンタカーなどの提携先も他航空会社と比較して多い。
このプログラムで加算されたマイルは、ほかのアメリカ系航空会社と同様に「36か月に1回のマイル増減で、さらに36か月有効期限が延長される」という特徴を持っていたが、2007年1月19日に「18か月に1回のマイル増減で、さらに18か月有効期限が延長される」というルールに変更されることが発表された。そして2019年8月28日以降、既存のマイルも含めてマイルの有効期限が撤廃され、無期限となった。

## 提携航空会社
スターアライアンスの中心的航空会社の1社であるため、おもに同アライアンスに所属する航空会社と提携している。スターアライアンス加盟航空会社のほか、下記の航空会社と個別に提携している。
- エアリンガス
- エア・ドロミティ
- エアリンク
- アズールブラジル航空
- ケープエアー
- ディスカバー・エアラインズ
- エーデルワイス航空
- エミレーツ航空
- ユーロウイングス
- フライドバイ
- ハワイアン航空（ハワイアン航空のマイレージ会員はユナイテッド航空でのフライトを加算できない）
- JSX航空（英語版）
- ルフトハンザ・シティ航空
- オリンピック航空
- ヴァージン・オーストラリア
- スカンジナビア航空（スカイチーム）

以前はアロハ航空とも提携していたが、同社が2008年3月31日をもって旅客運航を停止したことに伴い提携解除となり、同4月1日からユナイテッド航空が運航する成田-ホノルル路線で行う予定だったコードシェアも取り消しとなった。アロハ航空のハワイ-アメリカ本土路線休止の余波を受けた顧客の輸送支援については、提携関係にあったユナイテッド航空が主に担当した。また、ジェットエアウェイズは2019年4月に経営破綻した。

### スターアライアンス加盟会社とのコードシェア便
ユナイテッド航空はスターアライアンスの創立会員の1社で、スターアライアンス加盟航空会社とのコードシェア便を運航している。

## 運航機材

### リスト
| 機材                   | 保有数 | 発注数 | 座席数 | 座席数 | 座席数 | 座席数 | 座席数 | 座席数 | 備考                                                                                               |
| 機材                   | 保有数 | 発注数 | J      | F      | W      | Y+     | Y      | 計     | 備考                                                                                               |
| ---------------------- | ------ | ------ | ------ | ------ | ------ | ------ | ------ | ------ | -------------------------------------------------------------------------------------------------- |
| エアバスA319-100       | 81     | -      | -      | 12     | -      | 36     | 78     | 126    | |
| エアバスA320-200       | 76     | -      | -      | 12     | -      | 42     | 96     | 150    | |
| エアバスA321neo        | 40     | 132    | -      | 20     | -      | 57     | 123    | 200    | |
| エアバスA321XLR        | -      | 50     | 未定   | 未定   | 未定   | 未定   | 未定   | 未定   | 2026年より導入予定 757を置き換え予定                                                               |
| エアバスA350-900       | -      | 45     | 未定   | 未定   | 未定   | 未定   | 未定   | 未定   | 2030年以降導入予定                                                                                 |
| ボーイング737-700      | 40     | -      | -      | 12     | -      | 36     | 78     | 126    | |
| ボーイング737-800      | 141    | -      | -      | 16     | -      | 48     | 102    | 166    | |
| ボーイング737-800      | 141    | -      | -      | 16     | -      | 42     | 108    | 166    | |
| ボーイング737-900      | 12     | -      | -      | 20     | -      | 42     | 117    | 179    | |
| ボーイング737-900ER    | 136    | -      | -      | 20     | -      | 42     | 117    | 179    | |
| ボーイング737-900ER    | 136    | -      | -      | 20     | -      | 39     | 120    | 179    | |
| ボーイング737-900ER    | 136    | -      | -      | 20     | -      | 45     | 114    | 179    | |
| ボーイング737-8 MAX    | 123    | -      | -      | 16     | -      | 54     | 96     | 166    | |
| ボーイング737-9 MAX    | 104    | 119    | -      | 20     | -      | 48     | 111    | 179    | |
| ボーイング737-9 MAX    | 104    | 119    | -      | 20     | -      | 45     | 114    | 179    | |
| ボーイング737-10 MAX   | -      | 167    | -      | 20     | -      | 64     | 104    | 188    | ローンチカスタマー                                                                                 |
| ボーイング757-200      | 40     | -      | 16     | -      | -      | 42     | 118    | 176    | A321XLRに置き換え予定                                                                              |
| ボーイング757-300      | 21     | -      | -      | 24     | -      | 54     | 156    | 234    | 世界最大のオペレーター                                                                             |
| ボーイング767-300ER    | 13     | -      | 46     | -      | 22     | 43     | 56     | 167    | 787に置き換え予定                                                                                  |
| ボーイング767-300ER    | 24     | -      | 30     | -      | 24     | 32     | 117    | 203    | 787に置き換え予定                                                                                  |
| ボーイング767-400ER    | 16     | -      | 34     | -      | 24     | 48     | 125    | 231    | 同社とデルタ航空のみ運用                                                                           |
| ボーイング777-200      | 19     | -      | -      | 28     | -      | 102    | 234    | 364    | ローンチカスタマー 787に置き換え予定                                                               |
| ボーイング777-200ER    | 51     | -      | 50     | -      | 24     | 46     | 156    | 276    | 787に置き換え予定                                                                                  |
| ボーイング777-200ER    | 4      | -      | -      | 32     | -      | 124    | 206    | 362    | 国内線仕様                                                                                         |
| ボーイング777-300ER    | 22     | -      | 60     | -      | 24     | 62     | 204    | 350    | |
| ボーイング787-8        | 12     | -      | 28     | -      | 21     | 36     | 158    | 243    | 50機のオプション付き 767と777を置き換え予定 ポラリス・スタジオ付き新仕様は2025年終わりより導入予定 |
| ボーイング787-9        | 45     | 143    | 48     | -      | 21     | 39     | 149    | 257    | 50機のオプション付き 767と777を置き換え予定 ポラリス・スタジオ付き新仕様は2025年終わりより導入予定 |
| ボーイング787-9        | 0      | 143    | 64     | -      | 35     | 33     | 90     | 222    | 50機のオプション付き 767と777を置き換え予定 ポラリス・スタジオ付き新仕様は2025年終わりより導入予定 |
| ボーイング787-10       | 21     | -      | 44     | -      | 21     | 54     | 199    | 318    | 50機のオプション付き 767と777を置き換え予定 ポラリス・スタジオ付き新仕様は2025年終わりより導入予定 |
| ブーム・オーバーチュア | -      | 15     | 未定   | 未定   | 未定   | 未定   | 未定   | 未定   | 35機のオプション付き                                                                               |
| 計                     | 1041   | 671    |        |        |        |        |        |        | |

ユナイテッド航空が発注したボーイング社製航空機の顧客番号（カスタマーコード）は22で、航空機の形式名は747-122、747-422、777-222ERなどとなる。ただし、コンチネンタル航空から引き継いだ機材は、コンチネンタル時代のカスタマーコード24が与えられているため、航空機の形式名は737-824、777-224ERなどとなる。

### 画像
- エアバスA319-100
- エアバスA320-200
- ボーイング737-700
- ボーイング737-800
- ボーイング737-800（スターアライアンス塗装）
- ボーイング737-900ER
- ボーイング737MAX 8
- ボーイング737MAX 9
- ボーイング757-200
- ボーイング757-300
- ボーイング767-300ER
- ボーイング767-300ER（スターアライアンス塗装）
- ボーイング767-400ER
- ボーイング767-400ER（スターアライアンス塗装）
- ボーイング777-200ER
- ボーイング777-300ER
- ボーイング787-8
- ボーイング787-9
- ボーイング787-10

### 機材の傾向
前述のように、ユナイテッド航空は、元々はボーイング社（エンジンはプラット・アンド・ホイットニー）の空運部門であった歴史を持ち、ボーイング製の機材も多く導入しているが、ボーイング以外の機種も導入している。
初のジェット旅客機として導入した機材はボーイング707ではなく、ライバルであるダグラス社 のDC-8であり、同時期にはフランス製のシュド・カラベルを導入していた実績もある。現在でも、エアバスA320シリーズを多数保有して運航しており（ただしエンジンはプラット・アンド・ホイットニーとロールスロイスの合弁会社であるIAE製である）、さらにエアバス社にエアバスA350 XWBを発注するなど、近年ではかつてボーイングの牙城だった日本航空（JAL）などと同様に、ボーイング製機材に縛られない機材計画を実行している。
エンジンにおいても基本的にプラット・アンド・ホイットニー製を使用しているが、ボーイング787やボーイング737などはプラット・アンド・ホイットニー製のエンジンが選択できないため、例外として、B787においてはGEnx、B737においてはCFM56を使用している。
また、コンチネンタル航空と合併したときに同社が保有していたボーイング777や767、757 はユナイテッド航空が元来保有していた同型機とエンジンメーカーが違うことになり、ユナイテッド航空自体が規模を拡大したことにより機材の重複や余剰が発生して非効率になっている機材もあり、機材のリストラやリプレースを進めている。

### ボーイング787の導入
2012年9月25日、ボーイング787の初号機（機体番号：N20904）を受領した。世界で6社目の保有者となった。最新鋭機材であるボーイング787は、従来の塗装に加えて、胴体にウェーブ状なゴールドラインの帯が追加された。座席はビジネスファースト36席、エコノミープラス63席、エコノミークラス120席の3クラス219席仕様となる。各種訓練を実施したあと、2012年11月4日よりヒューストン-シカゴ線で運航を開始し、その後、サンフランシスコ・ロサンゼルス・ニューアーク・ワシントン・クリーブランド・デンバーの7路線の国内線に就航した。
ボーイング787を使用して、2013年3月31日をめどに東京/成田 - デンバー線の直行便にも就航予定であったが、ボーイング787のバッテリートラブルによって、機材が使用できなくなり、同路線の就航は2013年6月10日に延期された。また、2013年1月3日から成田 - ロサンゼルス線でボーイング787を使用開始したが、前述の運航停止によって、2013年1月16日到着便から新バッテリーユニットに改修されて回航される2013年5月まで、しばらく成田空港に駐機されていた。
2014年9月4日には、ニュージーランド航空・全日本空輸（ANA）に続いて、3社目となるボーイング787-9の初号機（機体番号：N38950）を受領した。この機材から機内Wi-Fiを搭載し、それ以降の導入機材はB787-8・B787-9・B787-10を問わず、全機材に機内Wi-Fiを搭載している。ボーイング787-9は、ヒューストン - ロサンゼルス線で運航を開始し、2014年10月26日の冬スケジュールからはロサンゼルス - メルボルン線の長距離国際線へ投入された。
2017年11月7日のサンフランシスコ発ホノルル行きUA747便をもってボーイング747は全機退役した。この特別便の使用機材には「UNITED」ロゴを「United 747 friend ship」ロゴに変更したN118UAが起用され、有終の美を飾った。

## 退役機材

### リスト
- ボーイング247
- ボーイング377
- ボーイング720
- ボーイング727
- ボーイング737
- ボーイング747-100
- ボーイング747-SP（パンアメリカン航空からの引継）
- ボーイング747-200B
- ボーイング747-400（2017年11月7日、サンフランシスコ発ホノルル行きの便を最後に退役[71]。この退役決定を機に、ボーイング747の後継機となる777-300ERや787-9などを導入した[72]）
- ボーイング767-200
- ボーイング767-200ER
- ダグラス DC-4
- ダグラス DC-3
- ダグラス DC-6
- ダグラス DC-7
- ダグラス DC-8
- マクドネル・ダグラス DC-10
- シュド・カラベル
- ビッカース バイカウント
- ロッキード L-1011 トライスター（パンアメリカン航空からの引継）
- コンベア340

### 画像
- ボーイング80
- ボーイング40A
- ボーイング247
- ボーイング377
- ビッカース バイカウント
- ダグラスDC-3
- ダグラスDC-4
- ダグラスDC-6
- ダグラスDC-6（貨物仕様）
- ダグラスDC-7
- ダグラスDC-7（貨物仕様）
- ダグラスDC-8
- ダグラスDC-8（貨物仕様）
- ダグラスDC-10‐10
- ダグラスDC-10-30
- ダグラスDC-10-30（貨物仕様）
- シュド・カラベル
- コンベア340
- ボーイング720
- ボーイング727-100
- ボーイング727-200
- ボーイング737-200
- ボーイング737-300
- ボーイング737-500
- ボーイング747-100
- ボーイング747-SP
- ボーイング747-200
- ボーイング747-400
- ボーイング747-400（スターアライアンス塗装）
- ボーイング767-200
- ボーイング767-200ER
- ロッキードL-1011トライスター

## 航空事故
ユナイテッド航空は、ほかの主要な航空会社と同じく複数の航空事故を起こしている。
- ユナイテッド航空機チェスタートン爆破事件（便名なし）1933年10月10日
- United Airlines Flight 610（1951年6月30日）
- w:United Airlines Flight 615（1951年8月24日）
- ユナイテッド航空409便墜落事故（1955年10月6日）
- ユナイテッド航空629便爆破事件（1955年11月1日）
- グランドキャニオン空中衝突事故（1956年6月30日）
- 1960年ニューヨーク空中衝突事故（1960年12月16日）
- ユナイテッド航空859便オーバーラン事故（1961年7月11日） - DC-8が油圧系統故障により着陸失敗、多数の死傷者を出した。
- ユナイテッド航空297便墜落事故（1962年11月23日）
- United Airlines Flight 823（1964年7月9日） - ビッカース バイカウントが機内火災により墜落、乗客乗員39人全員死亡。
- ユナイテッド航空389便墜落事故（1965年8月16日） - ボーイング727がオヘア国際空港の手前に墜落。高度計の誤読が疑われているが原因不明。
- ユナイテッド航空227便墜落事故（1965年11月11日） - ボーイング727がソルトレイクシティ国際空港の手前100メートルに墜落。原因は着陸直前に高度が高すぎ急降下したが、急降下しすぎたため。
- ユナイテッド航空266便墜落事故（1969年1月18日） - ボーイング727が第1エンジンからの火災警報を聞いたためロサンゼルス国際空港に引き返すが、その途中に墜落し乗員乗客38人全員が死亡。
- w:United Airlines Flight 533（1972年12月8日） - ボーイング737がシカゴ・ミッドウェイ空港で着陸復航時に、失速寸前の速度で機首を上げすぎたために失速して墜落。
- ユナイテッド航空173便燃料切れ墜落事故（United Airlines Flight 173）（1978年12月28日） - DC-8がポートランド空港着陸進入時に、機長が胴体着陸の可能性しか考えられなくなり残燃料に関する注意を怠り、燃料切れで墜落。
- ユナイテッド航空2885貨物便墜落事故（1983年1月11日） - DC-8貨物機がパイロットのミスで昇降舵トリムの修正を忘れたためにデトロイト空港の離陸に失敗して墜落。
- ユナイテッド航空811便貨物ドア脱落事故（1989年2月24日） - ホノルルでボーイング747の貨物室ドアが飛行中に吹き飛び、乗客9人が外に投げ出されて死亡した。811便はホノルル国際空港に緊急着陸した。
- ユナイテッド航空232便不時着事故（1989年7月19日）
- ユナイテッド航空585便墜落事故（1991年3月3日）
- ユナイテッド航空826便乱高下事故（1997年12月28日） - 東京発ホノルル行きボーイング747が強い乱気流に巻き込まれ、多数の死傷者を出した。
- アメリカ同時多発テロ事件（ユナイテッド航空が被害者になった事件）
  - ユナイテッド航空93便テロ事件（2001年9月11日）
  - ユナイテッド航空175便テロ事件（2001年9月11日）
- ユナイテッド航空328便エンジン事故（2021年2月20日）

## 不祥事

### 乗客手荷物破損及び賠償拒否
2008年、カナダ人ミュージシャンのデーブ・キャロルは『United Breaks Guitars（ユナイテッド航空はギターを壊す）』と題して、ユナイテッド航空へ抗議する歌を作曲し、YouTubeに公開した。これはシカゴ・オヘア国際空港で、ユナイテッド航空の空港手荷物係にアコースティック・ギターを壊されたが、要求した損害賠償が支払われなかったことによるものであった。

### 飲酒乗務発覚逮捕
2009年11月9日、ロンドン ヒースロー空港発シカゴ行きのボーイング767 949便（乗客124人、乗員11人）のフライトを担当予定だった51歳の機長から、酒の臭いがすることに気付いた同僚が、イギリス当局に通報。出発の「直前」に警察により逮捕された。搭乗する乗客は別の航空便に乗り換えた。機長は10日付で停職処分。アルコール検査の結果が出るまで保釈されたが、後日、呼気中のアルコール濃度が法定基準値の3倍を超えていたことが判明した。

### 「局長の路線」事件
2011年、ニューヨーク・ニュージャージー港湾公社の港務局長だったデビッド・サムソンが、ニューヨークの職場からサウスカロライナの別荘に行く手段を提供するようユナイテッド航空に強要。これに対しユナイテッド航空は、採算悪化から2009年に廃止していたニュージャージー州のニューアーク空港からサウスカロライナ州のコロンビア空港までの路線を、当時のジェフ・スミセクCEOや2人の副社長らの幹部のトップダウンにより再開させた。
2014年、ニュージャージー州知事クリス・クリスティのフォートリー道路閉鎖疑惑について捜査していたアメリカ合衆国連邦政府は、サムソンがクリスティの友人であったことから、この便宜の存在を発見。2014年のサムソンの辞職に伴い、航路は再閉鎖され、スミセクCEO（後任はオスカー・ムニョス）および副社長2名が辞任した。2016年、ユナイテッド航空はアメリカ合衆国司法省と証券取引委員会と非訴追協定を締結し、合計465万ドル（当時約5億2,000万円）の罰金を支払うことと、反賄賂遵守プログラムの開始に同意した。デビッド・サムソンは2016年7月、収賄罪での有罪が確定した。

### ドレスコード事件
2017年3月25日、ユナイテッド航空は、2人の10代の少女に対して、彼女たちがレギンスを着用していたことを理由として、デンバーからミネアポリスへ向かう航空便への搭乗手続きを拒否した。このユナイテッド航空の行為に対して、SNS上で議論が巻き起こった。騒動を受けたユナイテッド航空は、彼女たちの搭乗券は「ユナイテッド・パス」と呼ばれる、従業員やその家族へと支給されたもので、これを使用する場合には服装規定があると説明し、一般搭乗者のレギンス着用は歓迎するとした。

### チケット多重確認ミス
2017年4月24日、米ニュージャージー州のニューアークからパリのシャルル・ド・ゴール空港へ向かうユナイテッド航空便が搭乗寸前にゲートを変更。これはただちに場内アナウンスされたものの、搭乗予定客のうち1名のフランス人女性は残念ながら英語のヒアリングができなかった。このため彼女は当初の予定通り搭乗券に記載されてあったゲートC81へ向かった。この時点で搭乗券を確認しなければならないはずのユナイテッド航空のスタッフらは「EWR（ニューアーク）―CDG（シャルル・ド・ゴール）」と記載された空港コードに目を向けることもなく、さらに券面のゲート番号にも注意を払わずにそのまま彼女をゲート通過させた。すでに便が変更されたゲートC81にはシャルル・ド・ゴール行きではなくサンフランシスコ行きの飛行機が待機しており、乗り込んだフランス人女性の座席にはほかの乗客がブッキングしていた。英語の話せない女性はキャビンアテンダントAに搭乗券を見せ、指定されている自分の座席に他の人が座っていることを伝達した。ところが搭乗券を確認したはずのキャビンアテンダントはその詳細の確認を怠り、女性に対し別の座席を案内した。結果、女性はサンフランシスコに約6時間かけて到着、そこで初めてユナイテッド航空側がチケット上の目的地を把握した。乗り継ぎで11時間、さらにシャルル・ド・ゴールへの7時間30分を加えて、女性は28時間以上かけてはじめて目的地に到着した。彼女の姪は『ABC』の取材に対し、「ゲート変更の際に英語でしかアナウンスが流れなかったために、おばは内容が理解でできなかった。フランス語でも流してくれたらおばは変更になったゲートへ向かえていた。またゲートスタッフやキャビンアテンダントなど、明らかにユナイテッド航空の従業員はおばに対して誰も注意を払わず、確認を怠った。もしテロリストや殺人犯だったらどうなっていたか。搭乗時にしっかりと確認していないとそうした犯罪も防ぐことができない。ユナイテッド航空は、従業員について真剣に検討しなければならない」と話している。このミスに対し、ユナイテッド航空側は女性客に「今後、このようなミスがないように細心の注意を払う」と謝罪し、航空券代金の返金とサンフランシスコでのホテル代の負担、旅行券を送っている。しかし彼女の姪は「お金の問題ではない。こうしたミスはきっとまた起こる」と述べている。この件についてはABCのみならず、英国の『Metro』など複数メディアが伝えており、前述の引きずり下ろし事件の直後ということもあって一層ユナイテッド航空の評価を下げる結果となった。

### ペットキャリーバッグ荷物棚収容強制に伴う子犬死亡事件
2018年3月12日、11歳の娘と生後2か月の息子を連れた女性がヒューストン発ニューヨーク ラガーディア空港着のユナイテッド航空機に搭乗。さらに運賃200ドルを支払い、アメリカ運輸保安局認可のペット用キャリーバッグに入れたフレンチブルドッグの子犬を手荷物として持ち込んだところ、離陸前にペットを頭上の荷物棚（オーバーヘッドビン）に移動するよう客室乗務員より指示を受けた。目撃証言もある中、女性は繰り返しキャリーバッグの中身が犬であることを訴えたが乗務員は頑として譲らず（この乗務員は3月14日時点で「ケースの中に犬がいたとは知らなかった」と話していた）、最終的に女性はキャリーケースを荷物棚へと収納した。乳児を抱えていた女性は荷物棚の様子を確認することができず、ラガーティア空港でキャリーケースを下ろした際、すでに子犬は死亡していた。この事件はSNSによって即座に拡散され、ユナイテッド航空は大規模な批判に晒されることとなった。なお、ユナイテッド航空の規則では、国内線に関して動物を持ち込むことは可能だが、乗客の前の座席の下に完全に収まる専用の入れ物に入れ、常に座席下に置くことが義務づけられており、オーバーヘッドビンに置くことは禁じられている。ちなみに米運輸省によると全米で2017年に機内に持ち込まれたペットは13万8,178匹だったが、うち機内でペットが死亡した事例のうちの4分の3となる18匹はユナイテッド機に乗っていたとされる（これには 貨物室内で変死した「世界で最も大きなウサギ」 や同じく 貨物室内で変死したキャバリア・キングチャールズ・スパニエル犬 の事件も含まれる）。このワースト記録は少なくとも4年連続となる。また同年、同社の機内ではほかにペット13匹がけがをしている。

### ビジネスクラス乗客に対する航空アクセス法規定違反
2017年、オーストラリア・メルボルン在住の94歳の女性は、担当医師から特別許可を受けたうえでロサンゼルスまでの航路を利用。この際、深刻な関節炎と首に退行性骨疾患を抱えている女性のために、親族が資金を出し合って、往復路ともにビジネスクラスの航空券を手配した。このため、往路に関しては問題なく快適に過ごせた。
しかし2月2日、復路となるユナイテッド航空98便の離陸前に、エコノミークラスに同乗していた女性の娘が、介助のために「座席からトイレまでのエスコート」「シートをリクライニングに調整」、そして「機内食のバターをパンに塗る」という3つを行いたいと申し出た際、キャビンアテンダントはこのリクエストを却下した。そこで女性の娘が同様の介助を客室乗務員に依頼したところ、彼らはこれも拒否（これは明確に、米国路線で乗務員は障害者の乗客を差別することなく、手助けをするサービスを義務づけるアメリカ合衆国運輸省の「航空アクセス法」に違反している）。
さらに客室乗務員たちは、介助をしたければ女性をエコノミークラスに移動させるか、翌日の便のビジネスクラスを2人分改めて購入するようにと心ない提案を行った。離陸5分前ということもあり、やむなく女性はエコノミークラスに移動されたが、老齢の女性に対してエコノミークラスによる16時間の移動は、身体に多数のダメージを及ぼした。この事態に怒りを覚えた女性の孫はFacebookで「普段は寝たきりになっていることがほとんど」だという祖母への思いやりが、差別という形で拒否された件のシェアを求め、娘もユナイテッド航空に対し「法的措置も辞さない」旨の書簡を送付した。
事態を知ったユナイテッド航空は、被害者女性に対して500米ドルの旅行券を送付したが、女性の孫は「ほかの航空会社も選べるので、ユナイテッド航空だけは絶対に利用しない」と語っている。また3,600米ドル分のビジネスクラスの航空券のうち、860米ドルのみの返金手続きをユナイテッド航空が行ったこと、加えてその手続完了に数週間もかかることにより、被害者側からだけではなく複数のインターネットユーザーから一層の怒りを招いた。

### 飲酒乗務発覚逮捕（再発）
2019年8月3日、イギリスのスコットランド警察は、規定のアルコールの上限を超えた状態で業務を行うことを禁止する法律に基づき、ユナイテッド航空の61歳と45歳のパイロット2名を逮捕した。これにより両者が操縦予定だった、グラスゴー発米ニュージャージー州ニューアーク着の便は欠航となった。ユナイテッド航空の声明によれば、搭乗予定だった乗客にはホテルや食事券、乗り換え便の予約チケットが用意された。
この事件を受けて、ユナイテッド航空は規定を厳格化、パイロットが勤務に就く前の「断酒時間」を連邦航空局（FAA）の基準であった8時間よりも4時間延長した12時間に変更する「ボトルからスロットルへ」と呼ばれる新規定を同年8月10日より施行した。規則厳格化の理由は「同社が運航している世界各国の基準に合わせるため」としている。ほかのアメリカ合衆国の航空会社は、勤務8時間前からの禁酒という現行ルールの変更を検討していない。

### 客室清掃不徹底及び未確認に対する客室乗務員の不適切対応
2019年8月18日、カナダ・バンクーバー発アメリカ・ヒューストン着となるUA2057便で、ある家族乗客が前方座席の背部および床が吐瀉物（原因は不明）で汚れている事実を発見。客室乗務員に清掃員の派遣を要求したところ、乗務員は「清掃員を呼んだ場合、あなたのせいで離陸遅延が発生する」と返答。満席のため座席の移動もできず、ペーパータオルを手渡された乗客は、自ら清掃を試みざるを得ず、さらにその後清掃員が専門作業を行ったが、完全な除去は不可能であった。
目的地到着後、乗客はただちにSNSに写真付きで事態を報告し、全世界に「降客後キャビンの状態を確認していない」「キャビンのメンテナンスをしっかりと行っていない」「防疫観念が周知されていない」「客室乗務員に責任意識が欠落している」など、ユナイテッド航空による多数の不手際が広まることとなった。状況を知ったユナイテッド航空は乗客に正式に謝罪。補償に関する個人的な交渉に入った。

### 2024年3月からの運航不具合多発に対するFAA安全確保制裁措置
2024年3月4日のヒューストン発フォートマイヤーズ行きUA1118便が飛行中左エンジン出火、3月7日のサンフランシスコ発大阪/関西行きUA35便が離陸時主脚タイヤ脱落、3月8日のメンフィス発ヒューストン行きのUA2477便の着陸後誘導路脱輪、3月15日のサンフランシスコ発メドフォード行きUA433便の主脚外板パネル脱落着陸後判明など整備起因とみられる運航不具合を受け、FAAは安全確保のための監視強化し新規路線開設や新機材運用認可などの制裁を検討していると3月23日に報じられ、4月8日にFAAは東京/成田-セブとニューアーク-ファロの新規就航予定国際線2路線の認可を延期するとした。またこの間にも3月24日のサンフランシスコ発パリ/シャルドゴール行きUA990便がエンジン1基出力低下による代替着陸、4月10日のデンバー発トロント行きMLBコロラドロッキーズチャーターUA3779便における飛行中操縦室旅客入室発覚、4月19日ロサンゼルス発香港行きUA801便が貨物発煙警告による代替着陸なども発生していてFAAは引き続き調査監視している。